# Baharijazaur
Bahariazaur (Bahariasaurus ingens) – dinozaur z grupy teropodów (Theropoda). Żył w okresie kredy (ok. 99-93 mln lat temu) na terenach Afryki. Jego szczątki znaleziono w Egipcie. Rauhut (1995) uznał bahariazaura za przedstawiciela Carcharodontosauridae. Kręgi krzyżowe wykazują budowę typową dla abelizaurów a cały szkielet jest nieodróżnialny od Deltadromeus.
Holotyp to obecnie zniszczony, bardzo niekompletny szkielet, na który składały się 2 kręgi piersiowe, łuk neuralny, fragment żebra, 3 kręgi krzyżowe, kość łonowa i proksymalna część kości kulszowej. Paratypy to kręgi ogonowe i kość kulszowa, kręg grzbietowy, kości kulszowe oraz fragment kości kulszowej. Kolejne szczątki, składające się z 6 kręgów ogonowych pochodzących z albu Nigru został przypisany do tego taksonu przez Lapparenta (1960). Materiał pochodzący z wczesnego cenomanu północno-wschodniej Brazylii Medeiros i Schultz (2002) oznaczyli jako cf. Bahariasaurus sp.